# Csoportdinamika
A csoportdinamika viselkedési és pszichológiai folyamatok rendszerére vonatkozik, amely egy adott szociális csoporton belül, vagy esetenként csoportok között alakul ki. A csoportdinamika tanulmányozása hasznos lehet a csoportok döntéshozatali folyamatának megértéséhez, fertőző betegségek terjedésének feltérképezéséhez (pl. AIDS), hatásos csoportterápiák kialakításához, de akár az új gondolatok, ötletek megjelenésének, terjedésének és elfogadásának modellezéséhez. A csoportdinamika adja a hátteret a rasszizmus, a szexizmus és a társadalmi előítéletek más formáinak megértéséhez. A csoportdinamika elveit, tanulságait, tapasztalatait a pszichológia, szociológia, antropológia, politikatudomány, oktatás, szociális ellátás, az üzlet és a kommunikáció terén is hasznosítják.

## Fogalma
A csoportdinamika mint szakkifejezés a következőkre utalhat:
- jelenség, amely az embercsoportokban a személyes érintkezések során az ismétlődő társas interakciók során fordul elő;
- módszer, amely befolyásolja a csoportdinamikai folyamatokat és azokat kézzelfoghatóvá teszi;
- az a tudományág, amely a fenti mintákat és módszereket kutatja.

A csoportdinamika alapfeltevése az, hogy egy csoport jellemzői és képességei eltérnek az ebben a csoportban lévő egyes személyek jellemzőinek és képességeinek összességétől.
A csoportdinamika fogalma alatt a szociálpszichológia alapvetően három dolgot ért:
- A csoportdinamika a csoportokban zajló folyamatok összessége: Olyan erők, amelyeket minden pszichológiailag leírható változások hívnak elő, pl.: csoportképzés, szerepfejlődés, vezetés, hatalom, befolyásolás.
- A csoportdinamika a csoportfolyamatok tudományos feldolgozása: A szociálpszichológia egyik diszciplínája, amelynek  a célja
  1. a csoportok természetének kutatása;
  2. a csoportokban zajló folyamatoknak kutatása;
  3. a csoportfejlődés tendenciáinak kutatása;
  4. a csoportok interdependenciáinak kutatása;
  5. a csoporttag és a csoport kapcsolatának kutatása;
  6. a csoportok közötti kapcsolatok kutatása.
- A csoportdinamika olyan eljárás, amellyel befolyásolni lehet a csoportfolyamatokat: A csoportfolyamatok irányításának módszertani tárháza, pl.: folyamatelemzés, brainstorming, szerepjátékok, szociogram, kommunikációs gyakorlatok. A csoportdinamikával foglalkozó, illetve azt felhasználó módszeregyüttesek több formáját ismerjük.

Más megfogalmazás szerint a csoportdinamika kifejezés a következőkre utalhat: olyan jelenség, amely ismétlődő társadalmi interakcióval fordul elő személyes érintkezés során embercsoportokban;

## A diszciplína lapítói
- A csoportdinamika elsődleges megalapítóinak Kurt Lewint (1890–1947) tekintik, aki a mezőelmélet (pszichológia), a Gestalt-elmélet és a Gestalt-pszichológia egyik úttörője. A fogalmat publikációiban először 1939-ben használta.
- Jacob Levy Moreno (1889–1974) pedig jelentősen hozzájárult az alkalmazott csoportdinamika fejlődéséhez, és már 1938-ban használta a „csoportdinamika” kifejezést.
- Raoul Schindler (1923–2014) a csoportok rangdinamikájának interakciós modelljét dolgozta ki.

## Csoportfázis-modellek
A csoportfázis-modellek a társadalmi/társas csoportok fejlődését és azok csoportfolyamatait írják le. Ezek a modellek fontosak a csoportdinamika megértéséhez, valamint a csoport változását és fejlődését kiváltó impulzusok megtervezéséhez és értékeléséhez (csoportdinamikai beavatkozás).
A csoportfolyamatok spirálisan ismétlődő fázisok sorozataként zajlanak. Minden fázisnak megvannak a maga sajátos megnyilvánulásai, témái, feladatai és konfliktusai.
Az általánosan ismert csoportfázis-modellek a következők:
- Wilfried Bion Alapfeltételei
- Bruce Tuckman Csoportóra
- Garland, Jones és Kolodny[2] modellje, amely részben OMIDA-modellként is ismert
- Warren Bennis Dependenciamodellje

A haladás értékeléséhez:
- J. Luft és H. Ingham Johari-ablakként ismert modellje

## Kutatásának és alkalmazásának formái

### Csoportdinamikai laboratórium
Pszichoszociális tanulási helyzet, melynek résztvevői ismereteiket a tapasztalati tanulás által egyedibb, intézményesebb és csoportra vonatkoztatottabb szempontok szerint bővítik, és így szociális kompetenciáikat javítani akarják. A fogalom a csoportdinamikai munka, műhely és kísérleti jellegét hangsúlyozza. Időtartam: néhány naptól több hétig terjedhet a céltól függően. A mindennapi környezeten kívül („kulturális sziget”) zajlik. Kisebb csoportok dolgoznak, amelyek időnként nagycsoportban is találkoznak. A „laboratórium” mint tanulási helyzet értendő és nem mint fizikai értelemben vett helység, ahol pszichológiai kísérleteket végzünk.

### T-csoport
Bár több helyen is az olvasható, hogy a módszert Moreno – a pszichodráma kitalálója – fedezte volna fel, de valójában a módszer alkalmazásának az elindítása Kurt Lewin nevéhez és egy 1947-ben megrendezett pedagóguskonferenciához fűződik.
A T-csoport NEM terápiás csoport, hanem tréning csoport (training group) megjelölése, amelyben a résztvevők (tipikus létszám: 9-15 fő; trénerek száma: 1-2 fő) általában az egymással való interakció során önmagukról (önismeret), a kiscsoportokban előkerülő folyamatokról, a csoportdinamikáról tanulnak. Megtanulják alkalmazni a hatékony üzenetküldés, a visszajelzés, a problémamegoldás módszereit. Ehhez alkalmazzák a pillanatnyi helyzet diagnosztizálásának, a csoportfolyamatokra való reflektálás módszereit, miközben új magatartásformákat próbálnak ki társas helyzetekben.
A T-csoportban csak az „itt és most” eseményei a megengedettek. Kevésbé előstruktúráltak a csoportok. A tréner erős önkorlátozása és a csoport vezetésétől való vonakodása a csoportban egy fajta szociális vákuumot hív elő, amely a csoporttagokban feszültséget generál és annak a szükségletét szüli, hogy ezt a vákuumot betöltsék. Definíció (Bradford, Gibb, Benne [1972.]): „…egyének olyan heterogén csoportosulása, akik ezért jönnek össze, hogy azokat a személyközi kapcsolatokat és azt a csoportdinamikát vizsgálják meg, amelyet ők maguk keltenek interakcióik által.”

### Encounter-csoport
Az egyénnek meg kell kapnia a lehetőséget, hogy a másokkal való kontaktus során önmagát kibontsa és magát mint személyt megvalósítsa.
Alapító: Carl Ransom Rogers. Egyéb elnevezései: találkozási csoport, kapcsolatcsoport, saját élményű csoport. Formájában és módszerében átmenetet képez a Sensitivity Training felé. Nyílt és lendületes találkozás a „mindennapok álarca” nélkül. A csoportfolyamatban az érzések és tapasztalatok kerülnek elő.

### Sensitivity Training, saját élményű csoport
A csoport aktuális folyamataira és az egyénben végbemenő folyamatokra koncentrál annak érdekében, hogy a résztvevőknek lehetővé tegye az önmagukra és saját viselkedésükre vonatkozó felismeréseket. A hangsúly a személyes élményeken és magatartási folyamatokon van.
Célmeghatározástól függően lehet:
- attitűdváltoztatás;
- magatartásváltoztatás;
- személyiségváltoztatás.

A sensitivity (érzékenyítés) nem különleges magatartás, hanem a kommunikációs jelek adekvát felvételének normális képessége.
Három fő (egymást átfedő) területe van:
1. szociális-kognitív terület: mások észlelésének, megítélésének és ismeretének területe (beleértve a megtévesztési és előítéleti forrásokat is);
2. motivációs terület: egyéni mozgósítási alapok különböző szituációkban;
3. expresszív terület: a spontán önkifejezés finom fokozatai és a beszédbeli kifejezés megfeleltetése a partner mentalitásának.

### Interakciós, ill. kommunikációs tréning
Laboratóriumi formában megszervezett tanulási helyzet, amelynek célja az interakciós kompetenciák javítása.
Lényeges fogalom az interakciós kompetencia: azon képesség, amely lehetővé teszi a saját képességek és szükségletek kifejezését.

### Szervezeti tréning, szervezetfejlesztési tréning
A klasszikus tréning továbbfejlesztése.
A klasszikus tréningekhez képest fennálló különbségek területei:
- a kezelendő témák választéka;
- csoportösszetétel.

A szervezetfejlesztési tréning célja:
- a vállalaton belüli problémamegoldó potenciál aktivizálása;
- a vállalati célra való tekintettel a vezetők és dolgozók attitűdjeinek megváltoztatása.

A tréning témái a következők lehetnek: szervezeti folyamatok, a hatalom és függőség kezelése, együttműködés, konkurencia, versengés, csapatmunka.

### Akciókutatás
Akciókutatás alatt kétféle fogalmi hátteret értünk:
1. maga a munkamódszer;
2. a kezelt problémák súlyozásának módja.

A feladatok esetében túlnyomórészt olyan témákról és problémákról van szó, amelyek kezelése és megoldása sürgős. Az akciókutatók azt a szociális környezetet keresik, amelyekben az adott problémák gyakorlatilag relevánsak. A probléma elemzése a helyszínen történik. A problémát a résztvevőkkel és nem a résztvevőknek elemzik (önelemzés).

## A csoportfolyamat

### Bennis és Shepardalapján
- Dependencia – függőség
- Ellendependencia – ellenfüggőség/ellenkezés
- Interdependencia – érett együttműködés

Részletezve:
Dependencia
1. Dependencia — menekülés: Ez a félelem elhárításáról szól. Külsőleg úgy tűnik, hogy a csoport közös célt keres, szívesen alávetik magukat a trénerek tekintélyének, és igyekeznek elvárásaiknak megfelelni . A tapasztalt résztvevők vezetői feladatokat vállalnak, de a többiek többször szabotálják őket.
2. Ellendependencia — harc: Ez a hatalomról szól. Megkérdőjelezik a trénerek hatalmát, sok vita folyik a struktúráról, a csoport gyakran két részre oszlik: van, aki megpróbál rendet teremteni a káoszban, mások ellenállnak.
3. Megoldás (katarzis): A tartalmat és a témákat egyre inkább megfigyelik, a kapcsolatokat tisztázzák és betekintést nyernek, együttműködés alakul ki az alcsoportok között, a csoport megállapodik egy célban, szabályokat állapítanak meg.
Interdependencia
4. Harmónia – menekülés: A csoport harmóniába és szolidaritásba menekül. A csoport története idealizált, mindenki intenzív munkája a közösen választott programon, szerepek és feladatok egyeztetése, kivefelé való elhatárolás.
5. Mítosztalanítás – harc: Konfliktus a személyes vágyak és a csoportnyomás között, a célok és szabályok megkérdőjelezése, egymás közötti bizalmatlanság, két alcsoportra való felosztás, hatalmi harc, sok zavar.
6. Konszenzusképzés: A csoport képessé válik a közös munkára, tisztázódnak a szerepek, rugalmasan és konstruktívan használják a normákat és szabályokat, közösen hozzák meg és hajtják végre a döntéseket, kialakul a csoportkultúra, kapcsolattartás és együttműködés más csoportokkal.

### Alapfeltétel-csoport
Wilfred Bion három formában vázolta fel a csoportok fejlődését alapfeltevéseik mentén:
1. Függőség: A csoport ragaszkodik a vezetőtől való függéshez, minden őrá összpontosul (fantáziák, figyelem, kivetítések). Ha nincs vezető, akkor választanak egyet.
2. Párképzés: A párképzés aktiválja a "szaporodási képességet". A remény határozza meg a csoportot. Az üdvösség már nem a vezetőben rejlik, hanem a jövőben. E remények megvalósulása azonban veszélyezteti a csoport kohézióját.
3. Harc és menekülés: A csoport egy külső én-képben áll össze – harcolni vagy menekülni akarnak.

Bion alapvető meglátása az, hogy a csoportkapcsolatok indulatokkal és szenvedéllyel terheltek: nem az értelem és a reflexió határozza meg a folyamatot, hanem a mélyebb dinamika. A kritikusok azt kifogásolják, hogy Bion olyan csoportok "elhagyatott" állapotait írja le, amelyek nem képesek a tanulásra. Ennek ellenére elméletét jó diagnosztikai eszközként értékelik, és a csoportos pszichoterápiában használják. A pszichológia későbbi megállapításai (amelyeket Jonathan Haidt morálpszichológus írt le) megerősítik Bion tézisét, miszerint a szociális viselkedés elsősorban indulatok által kiváltott jelenség – a racionális megfontolások gyakran csak "racionalizálásukat" szolgálják.

### Tuckman csoportfázis-modellje
Bruce Tuckman kifejlesztett egy másik, gyakran használt fázismodellt, amelyet aztán König és Schattenhofer fejlesztett tovább. A modell összesen öt csoportfejlődési fázist tartalmaz:
1. Forming — Alakulás
Érzések
A csapatfejlesztés alakulási szakaszában a csapattagok általában izgatottan várják, hogy a csapat tagjai legyenek, és alig várják az előttük álló munkát. A tagok gyakran magas pozitív elvárásokat támasztanak a csapat élményével kapcsolatban. Ugyanakkor némi szorongást is érezhetnek, azon tűnődnek, hogyan illeszkednek be a csapatba, és teljesítményük megfelel-e a teljesítményüknek.
Viselkedésmódok
A formálódási szakaszban megfigyelt viselkedés sok kérdést tartalmazhat a csapattagoktól, amelyek tükrözik az új csoporttal kapcsolatos izgatottságukat, valamint a bizonytalanságot vagy szorongást, amelyet a csoportban elfoglalt helyükkel kapcsolatban érezhetnek.
Csoportfeladatok
A csapat fő feladata a formálódási szakaszban olyan csoport létrehozása, amely világos struktúrával, célokkal, irányvonallal és szerepekkel rendelkezik, hogy a tagok elkezdjhessék a bizalmat kiépíteni. A jó orientációs, indítási folyamat segíthet a tagok a csoport küldetésével és céljaival kapcsolatos megalapozásában, és megalapozhatja a csoport elvárásait mind a csapat kimeneti teljesítményével, mind pedig – ami még fontosabb –, a csapat folyamatával kapcsolatban. A formálódási szakaszban a csapat energiájának nagy része a csapat meghatározására összpontosul, így a feladatokkal kapcsolatos teljesítmény szintje viszonylag alacsony lehet.
2. Storming — Viharzás
Érzések
Ahogy a csoport elkezd céljai felé haladni , a tagok rájönnek, hogy a csapat nem tud megfelelni minden korai lelkesedésüknek és elvárásuknak. Figyelmük az aktuális feladatokról a csapat előrehaladásával vagy folyamatával kapcsolatos frusztráció vagy harag érzésére helyeződhet át. A tagok aggodalmukat fejezhetik ki amiatt, hogy nem tudják elérni a csapat céljait. A Storming szakaszban a tagok megpróbálják meglátni, hogyan reagál a csapat a nézeteltérésekre, és hogyan fogja a konfliktusokat kezelni.
Viselkedésmódok
A viharzási szakaszban a viselkedés kevésbé udvarias, mint a formállódási szakaszban. A frusztráció vagy a nézeteltérések nyíltan fejezik ki a célokat, elvárásokat, szerepeket és felelősségeket. A tagok csalódottságukat fejezhetik ki az egyéni vagy a csapat fejlődését lassító korlátok miatt. Ez a frusztráció a csoport többi tagja, a csoport vezetése vagy a csoport szponzora felé irányulhat. A Storming szakaszban a csoporttagok vitatkozhatnak vagy kritikussá válhatnak a csapat eredeti küldetésével vagy céljaival kapcsolatban.
Csoportfeladatok
A Storming fejlesztési szakaszában a csoportfeladatok arra késztetik a csapatot, hogy újra a céljaira összpontosítson, esetleg kisebb, elérhető lépésekre bontsa a nagyobb célokat. Előfordulhat, hogy a csapatnak fejlesztenie kell mind a feladattal kapcsolatos készségeit, mind a csoportfolyamat- és konfliktuskezelési készségeket. A csoport céljainak, szerepeinek és feladatainak újradefiniálása segíthet a csapattagoknak túllépni a Storming szakaszában tapasztalt frusztráción vagy zavarodottságon.
3. Norming — Normaképzés
Érzések
A csapatfejlesztés normaképzési szakaszában a csoporttagok elkezdik feloldani az egyéni elvárásaik és a csapat tapasztalatainak valósága között érzett ellentmondást. Ha a csoport sikeresen rugalmasabb és befogadóbb normákat és elvárásokat állít fel, a tagoknak nagyobb kényelmet kell tapasztalniuk "valódi" ötleteik és érzéseik kifejezésében. A csoporttagok egyre inkább elfogadják a csoport többi tagját, felismerve, hogy a vélemények és tapasztalatok sokfélesége erősebbé teszi a csoportot és gazdagabbá teszi a terméket. Az építő jellegű kritika lehetséges és üdvözlendő, de sokkal inkább javasolt a kommunikációs kultúrát a visszajelzés kultúrájával kiegészíteni. A tagok kezdik a csoport részének érezni magukat, és örömüket lelik a megnövekedett csoportkohézióban.
Viselkedésmódok
A normalizálási szakaszban tanúsított viselkedés magában foglalhatja a tagok tudatos erőfeszítéseit a problémák megoldására és a csoportharmónia elérésére. Gyakoribb és tartalmasabb lehet a kommunikáció a csoporttagok között, és nagyobb a hajlandóság az ötletek megosztására vagy a csoporttársak segítségének kérésére. A csoporttagok újra a csapat alapszabályaira és gyakorlataira összpontosítanak, és visszatérnek a csoport feladataira. A csoportok elkezdhetik kifejleszteni saját nyelvüket (beceneveiket) vagy belső vicceiket.
Csoportfeladatok
A normaképzési fázisban a tagok energiájukat a csoport céljaira fordítják, és termelékenységnövekedést mutatnak, mind egyéni, mind kollektív munkában. A csoport úgy találhatja, hogy ez a megfelelő időpont a csoportfolyamatok és a termelékenység értékelésére.
4. Performing — Teljesítmény
Érzések
A csapatfejlődés teljesítményi szakaszában a tagok elégedettséget éreznek a csapat fejlődésével. Megosztják a személyes és csoportos folyamatokkal kapcsolatos észrevételeiket, és tisztában vannak saját (és egymás) erősségeikkel és gyengeségeikkel. A tagok úgy érzik, hogy kötődnek a csapathoz, mint valamihez, ami "nagyobb, mint a részek összege", és elégedettséget éreznek a csapat hatékonyságával kapcsolatban. A tagok magabiztosak egyéni képességeik és csapattársaik képességei tekintetében.
Viselkedésmódok
A csapattagok képesek megelőzni vagy megoldani a csapat folyamatában vagy a csapat előrehaladásában felmerülő problémákat. Látható a "meg tudom csinálni" hozzáállás, valamint az egymás segítésére vonatkozó ajánlatok. A csapatban betöltött szerepek gördülékenyebbé válhattak, a tagok szükség szerint különböző szerepeket és felelősségeket vállaltak. A tagok közötti különbségeket értékelik és felhasználják a csapat teljesítményének javítására.
Csoportfeladatok
A teljesítési szakaszban a csapat jelentős előrelépést tesz a céljai felé. A csapat küldetése iránti elkötelezettség magas, és a csapattagok kompetenciája is növekszik. A csapattagoknak továbbra is el kell mélyíteniük tudásukat és készségeiket, beleértve a csapatfejlődés folyamatos alakítását is. A csapatfolyamat vagy az előrehaladás eredményeit mérik és ünneplik.
Az "Teljesítés" szakasz a folyamat végét jelenti-e?
Bár egy jól teljesítő csapatban dolgozni valóban kellemes és fejlődés élményét nyújthatja, ez nem jelenti a csapat fejlődésének a végét. A csapatnak továbbra is a folyamatra és a kimenetre/termékre kell összpontosítania, és szükség szerint új célokat kell kitűznie. A változások, például a tagok érkezése vagy távozása, vagy a külső környezet nagyszabású változásai arra késztethetik a csapatot, hogy visszatérjen valamely korábbi szakaszba. Ha ezeket a változásokat – és az azokból eredő viselkedést – felismerik és közvetlenül kezelik, a csapatok korlátlan ideig sikeresen maradhatnak a teljesítési szakaszban.
5. Re-Forming (Adjourning) — Újjáalakulás (elnapolás)
Egyes csapatok akkor érnek véget, amikor munkájuk befejeződött, vagy amikor a szervezet igényei megváltoznak. Bár nem része Tuckman eredeti modelljének, fontos, hogy minden csapat odafigyeljen a befejezési vagy lezárásifolyamatra.
Érzések
A csapattagok különféle aggodalmakat érezhetnek a csapat közelgő feloszlatása miatt. Lehet, hogy szorongást éreznek az egyéni szerepükkel vagy jövőbeli felelősségükkel kapcsolatos bizonytalanság okán. Szomorúságot vagy veszteségérzetet érezhetnek a csapatkapcsolataikban bekövetkező változások miatt. Ugyanakkor a csapattagok mély elégedettséget érezhetnek a csapat eredményei miatt. Az egyes tagok egyszerre érezhetik ezeket a dolgokat, vagy átélhetik a veszteség érzését, amelyet az elégedettség érzése követ. Ezekre az ellentmondásos érzésekre tekintettel az egyéni és a csapat morálja emelkedhet vagy csökkenhet a záró szakaszban. Nagyon valószínű, hogy a csapat tagjai egy adott pillanatban különböző érzelmeket fognak átélni a csapat végével kapcsolatban.
Viselkedésmódok
A záró szakaszban egyes csapattagok kevésbé koncentrálhatnak a csapat feladataira, és termelékenységük csökkenhet. Alternatív megoldásként egyes csapattagok úgy találhatják, hogy az adott feladatra való összpontosítás hatékony válasz szomorúságukra vagy veszteségérzetére. Feladatuk termelékenysége növekedhet.
Csapatfeladatok
A csapatnak el kell ismernie a közelgő átmenetet, valamint azt, hogy az egyének és a csapat milyen sokféle módon érezhetik magukat a csapat közelgő feloszlatásával kapcsolatban. Ebben a szakaszban a csapatnak három feladatra kell összpontosítania:
1. a munka befejezése és a fennmaradó csapatmunka lezárása
2. a csapat folyamatának és termékének értékelése, különös tekintettel a "tanulságok" azonosítására és átadására a szponzornak, hogy a jövőbeni csapatok felhasználhassák azokat
3. Záróünnepség megtartása, amely elismeri az egyének hozzájárulását és a csapat eredményeit, és amely hivatalosan véget vet ennek a csapatnak a létezésének.

Maga a szakasz olyan búcsúzási-lezárási szekció, amely a teljesítmény értékelése és elismerése mellett az esetleges jövőbeni együttes munka lehetségét is tudatosítja.
LÉNYEGES, hogy a Tuckman-sorrend lineáris folyamatot sugall, ami nem az, mivel a csoportok ciklikusan fejlődnek; kihagyhatnak egyes fázisokat vagy visszaeshetnek valamely megelőző fázisba, és létezésük során több cikluson is áthaladhatnak különösen akkor, ha a csoporttagok lépnek ki vagy új tagok csatlakoznak a csoporthoz.

## További szakirodalom
Az alábbi angol nyelvű folyóiratok közölnek csoportdinamikai kutatásokat és cikkeket:
- Group Processes & Intergroup Relations
- Group Dynamics: Theory, Research, and Practice
- Small Group Research
- Group Analysis
- International Journal of Group Psychotherapy
- The Journal for Specialists in Group Work
- Social Work With Groups
- International Journal on Minority and Group Rights